# Пукіпсі (місто, Нью-Йорк)
Пукіпсі (англ. Poughkeepsie: [pəkɪpsiː]) — місто (англ. city) в США, адміністративний центр округу Дачесс на північному сході штату Нью-Йорк, на східному березі р. Гудзон, північніше Нью-Йорка. Населення — 31 577 осіб (2020).
Місто також відоме як Королівське місто Гудзона (англ. The Queen City of the Hudson).

## Географія
Пукіпсі розташоване за координатами 41°41′41″ пн. ш. 73°55′12″ зх. д. / 41.69472° пн. ш. 73.92000° зх. д. (41.694595, -73.919869). За даними Бюро перепису населення США в 2010 році місто мало площу 14,81 км², з яких 13,32 км² — суходіл та 1,49 км² — водойми.

### Клімат
| Клімат : Пукіпсі        | Клімат : Пукіпсі | Клімат : Пукіпсі | Клімат : Пукіпсі | Клімат : Пукіпсі | Клімат : Пукіпсі | Клімат : Пукіпсі | Клімат : Пукіпсі | Клімат : Пукіпсі | Клімат : Пукіпсі | Клімат : Пукіпсі | Клімат : Пукіпсі | Клімат : Пукіпсі | Клімат : Пукіпсі |
| Показник                | Січ.             | Лют.             | Бер.             | Квіт.            | Трав.            | Черв.            | Лип.             | Серп.            | Вер.             | Жовт.            | Лист.            | Груд.            | Рік              |
| Абсолютний максимум, °C | 21,1             | 24,4             | 30,0             | 34,4             | 36,7             | 38,9             | 39,4             | 40,0             | 38,3             | 32,8             | 27,8             | 22,2             | 40,0             |
| Середній максимум, °C   | 1,9              | 4,1              | 8,9              | 16,0             | 21,8             | 26,4             | 29,1             | 28,1             | 23,9             | 17,3             | 11,3             | 4,6              | 16,2             |
| Середній мінімум, °C    | −9,1             | −7,9             | −3,6             | 2,6              | 7,9              | 13,2             | 16,0             | 15,3             | 10,6             | 3,9              | −0,6             | −5,6             | 3,6              |
| Абсолютний мінімум, °C  | −34,4            | −30,6            | −25              | −10,6            | −3,3             | 1,7              | 6,1              | 3,3              | −3,3             | −7,8             | −16,1            | −30,6            | −34,4            |
| Норма опадів, мм        | 78               | 68               | 91               | 96               | 112              | 113              | 118              | 107              | 109              | 114              | 88               | 90               | 1182             |
| Днів з опадами          | 10,9             | 9,1              | 10,7             | 10,8             | 12,5             | 12,2             | 10,3             | 10,2             | 9,3              | 9,1              | 9,7              | 10,5             | 125,3            |
| Днів зі снігом          | 4,7              | 3,1              | 1,8              | 0,4              | 0                | 0                | 0                | 0                | 0                | 0                | 0,6              | 2,9              | 13,5             |
| ----------------------- | ---------------- | ---------------- | ---------------- | ---------------- | ---------------- | ---------------- | ---------------- | ---------------- | ---------------- | ---------------- | ---------------- | ---------------- | ---------------- |
| Джерело: NOAA           |                  |                  |                  |                  |                  |                  |                  |                  |                  |                  |                  |                  |                  |

## Демографія
Згідно з переписом 2010 року, у місті мешкало 32 736 осіб у 12 400 домогосподарствах у складі 6686 родин. Густота населення становила 2210 осіб/км². Було 13984 помешкання (944/км²).
Расовий склад населення:
| - 50,9 % — білих - 33,5 % — чорних або афроамериканців - 1,6 % — азіатів - 0,9 % — корінних американців - 0,1 % — вихідців з тихоокеанських островів - 8,5 % — осіб інших рас |

До двох чи більше рас належало 4,5 %. Частка іспаномовних становила 19,5 % від усіх жителів.
За віковим діапазоном населення розподілялося таким чином: 22,2 % — особи молодші 18 років, 64,8 % — особи у віці 18—64 років, 13,0 % — особи у віці 65 років та старші. Медіана віку мешканця становила 32,4 року. На 100 осіб жіночої статі у місті припадало 92,4 чоловіків; на 100 жінок у віці від 18 років та старших — 88,5 чоловіків також старших 18 років.
Середній дохід на одне домашнє господарство становив 56 370 доларів США (медіана — 38 919), а середній дохід на одну сім'ю — 64 623 долари (медіана — 47 103). Медіана доходів становила 39 255 доларів для чоловіків та 37 216 доларів для жінок. За межею бідності перебувало 24,1 % осіб, у тому числі 35,0 % дітей у віці до 18 років та 11,7 % осіб у віці 65 років та старших.
Цивільне працевлаштоване населення становило 13 065 осіб. Основні галузі зайнятості: освіта, охорона здоров'я та соціальна допомога — 32,1 %, роздрібна торгівля — 12,8 %, мистецтво, розваги та відпочинок — 11,1 %.

## Персоналії
- Ед Вуд-молодший (1924—1978) — американський сценарист, режисер, продюсер, актор, письменник та спеціаліст з монтажу фільмів.